# Sport-Thieme
Sport-Thieme is een Duits postorderbedrijf dat zich heeft gespecialiseerd in de institutionele sport. Het hoofdkantoor bevindt zich in Grasleben in Nedersaksen. Het bedrijf heeft zeven verkoopvestigingen verspreid over heel Duitsland en is partner van diverse regionale en nationale sportbonden en universiteitssportverenigingen.

## Geschiedenis
Het bedrijf werd op 1 april 1949 opgericht door Karl-Heinz Thieme. In het begin van de jaren zestig werden op het bedrijfsterrein werkplaatsen opgericht om producten zelf te kunnen produceren. In 1971 begon de uitbreiding van het magazijn in het bedrijventerrein van Heidwinkel, een stadsdeel dat bij Grasleben hoort. Hans-Rudolf Thieme, de zoon van de oprichter, introduceerde in 1979 een elektronisch goederenbeheersysteem en trad in 1983 toe tot de directie. Door de invoering van exportstrategieën vanaf 1992 en de start van een online winkel in 1996 is Sport-Thieme uitgegroeid tot een toonaangevende aanbieder. Na het overlijden van de oprichter in 1999 zette het bedrijf zijn groeikoers voort. Bedrijfsovernames droegen in belangrijke mate bij aan de uitbreiding, waaronder Reivo (1992), Olympia-Sporthaus Loydl (2000), Holz-Hoerz (2006) en Automaten Hoffmann (2012, later Sportime). Thieme’s schoonzoon Maximilian Hohe trad in 2011 tot het bedrijf toe en nam in 2014 de bedrijfsleiding over. In 2023 overschreed de bedrijfsomzet voor het eerst de grens van 100 miljoen euro. Begin 2024 introduceerde Sport-Thieme een nieuwe merkidentiteit. Per 1 januari 2025 heeft het bedrijf alle eerdere logistieke locaties samengevoegd op één nieuwe locatie in Haldensleben in Saksen-Anhalt.

## Producten en diensten
Het bedrijf biedt een assortiment sportartikelen voor scholen, verenigingen, fitness en therapie, met meer dan 19.000 artikelen voor meer dan 70 sporten.

## Dochterondernemingen en deelnemingen
Sport-Thieme GmbH is internationaal actief en heeft deelnemingen in meerdere landen:
- Duitsland: Holz-Hoerz GmbH (100%)
- Nederland: Sport-Thieme B.V. (100%)
- Noorwegen: Klubben (Klubben A/S (38,7%), Solves Gate A/S (37,2%))
- Oostenrijk: Sport-Thieme GmbH (100%)
- Zwitserland: Sport-Thieme AG (100%)

## Catalogi en webshops
Sport-Thieme publiceert jaarlijks catalogi in verschillende talen en gespecialiseerde themacatalogi. De webshop, actief sinds 1996, is beschikbaar in tal van Europese landen. Naast de Duitse markt exploiteert het bedrijf webshops in België, Denemarken, Finland, Nederland, Noorwegen, Oostenrijk, Zweden, Zwitserland, Slovenië en een internationale Engelstalige webshop.